# Der springende Punkt (Film)
Der springende Punkt (Originaltitel: Pigskin Parade) ist eine US-amerikanische Filmkomödie aus dem Jahr 1936 von David Butler.

## Handlung
Verantwortliche der Yale University laden für ein Footballmatch versehentlich anstatt der University of Texas die Texas State University ein. Diese Mannschaft hat einen neuen Trainer von der Ostküste, Slug Winters, dessen Frau Bessier jedoch der Kopf der Familie ist. Die unerwartete Einladung wird von den Studenten auf den Ruf des neuen Trainers zurückgeführt. Yale kann die Einladung nicht mehr rückgängig machen. Daher soll der Werbefachmann Sparks das Spiel zu einem Match David gegen Goliath hochstilisieren.
Bessie erkennt, dass das State-Team aus Basketballspielern besteht. Sie überzeugt ihren Mann, die Angriffe über das Passspiel, initiiert vom Star der Mannschaft Biff Bentley, laufen zu lassen. Die Mannschaft erzielt in der Folge drei Siege. Bei einer Siegesfeier kommt es zu einem Unfall, bei dem die angetrunkene Bessie dem Star Biff ein Bein bricht. Um den Schaden wiedergutzumachen, reist Bessie nach Fort Smith, um einen neuen Spieler ins Team zu holen. Dort erfährt sie jedoch, dass der ausgesuchte Spieler schon bei der Yale-Mannschaft untergekommen ist.
Auf der Rückfahrt nimmt Bessie die Studenten Chip und Laura mit. Sie machen Rast an einem Verkaufsstand für Melonen. Bessie beobachtet, wie der junge Amos Dodd mit Melonen nach seiner Schwester Sairy wirft. Bessie überzeugt die Geschwister, zur Texas State University mitzukommen. Dort kann Amos die Mannschaft mit seinen Fähigkeiten beeindrucken. Da jedoch die Universitätsverwaltung Amos nicht als Student aufnehmen will, heckt Chip mit seinen Freunden einen Plan aus. Amos soll sich als der neue Student Herbert Can Dyke ausgeben. Der echte Herbert verbringt gerade 60 Tage im Gefängnis.
Mit Amos in der Mannschaft gewinnt die Texas State University weiter. Sally Saxon, der Vamp der Universität, zeigt Interesse an Amos, doch als sie ein Juwelenarmband vom wohlhabenden Mortimer Higgens bekommt, lässt sie Amos fallen. Amos leidet unter der Trennung und will die Universität verlassen. Bessie bringt Slug dazu, mit Sally zu flirten. Dann droht sie Sally damit, die Sache vor den Scheidungsrichter zu bringen und ihren Namen in der Affäre öffentlich zu machen, sollte sie Amos weiterhin ablehnen.
Per Zug reist das Team zum Match gegen Yale an. Nach einem Touchdown von Amos geht Texas State mit 6:0 in Führung. Doch die Kälte macht der Mannschaft zu schaffen. Im vierten Spielabschnitt geht Yale 7:6 in Führung. Die Zeit arbeitet gegen Texas State. Durch ein Missgeschick geht Slug an der Seitenlinie k.o., sodass Bessie das Kommando übernehmen muss. Für den letzten Spielzug schickt sie Amos wieder aufs Feld, der barfuß spielen will, damit er die Erde zwischen seinen Zehen spüren kann. Amos überläuft die gegnerische Verteidigung und schafft den entscheidenden Touchdown.

## Hintergrund
Die Produktion der 20th Century Fox erfuhr ihre Uraufführung in den USA am 23. Oktober 1936. In Deutschland lief der Film am 20. Juli 1937 an, in Österreich wurde der Film 1938 in den Kinos gezeigt.
Für das Szenenbild des Films sorgten Thomas Little als Ausstatter und Hans O. Peters als Art Director.
In kleinen, im Abspann nicht erwähnten, Nebenrollen sind Alan Ladd als Student und Lynn Bari als Zuschauerin zu sehen. Die zum Zeitpunkt der Dreharbeiten 14 Jahre alte Judy Garland gab ihr Spielfilmdebüt. Garland wurde für diesen Film von MGM ausgeliehen. Es war das einzige Mal in Garlands Karriere, dass sie von ihrem Studio ausgeliehen wurde. Obwohl Stuart Erwin als Erster die Besetzungsliste anführte, bekam er seine Oscar-Nominierung in der gerade eingeführten Kategorie Bester Nebendarsteller, weil Zuschauer und Kritiker Jack Haley als Hauptdarsteller ansahen.

## Kritiken
Frank S. Nugent von der New York Times schrieb, mit Leuten wie Patsy Kelly, Stuart Erwin und Jack Haley könne der Film als einer der besten Unterhaltungsbeiträge der Saison angesehen werden.

„Neben Stuart Erwin gefällt besonders die ebenso blutjunge wie bildschöne und talentierte Judy Garland durch ihr natürliches Spiel und ihre bravouröse Gesangleistung.“

## Auszeichnungen
Stuart Erwin erhielt 1937 eine Nominierung für den Oscar als bester Nebendarsteller.

## Soundtrack
Die Songs des Films wurden von Sidney D. Mitchell (Melodie) und Lew Pollack (Text) sowie von der Band The Yacht Club Boys komponiert. Von Mitchell und Pollack stammten die Songs It’s Love I'm After (gesungen von Judy Garland), The Balboa (Garland), The Texas Tornado (Garland), You Do the Darndest Things, Baby (Jack Haley), You're Slightly Terrific (Tony Martin) und T.S.U. Alma Mater (instrumental). Die Band steuerte die Songs We'd Rather Be in College, Down With Everything, Woo! Woo!, We Brought the Texas Sunshine Here With Us und Football Song bei, die sie auch selber vortrugen.